# Cultura de la Ciénaga
La Cultura de la Ciénaga es una cultura arqueológica que se desarrolló en el noroeste de Argentina (NOA) en la región comprendida entre los Valles Calchaquíes por el norte, hasta el sector septentrional de la provincia de San Juan por el sur. Tuvo su principal desarrollo en el Valle de Hualfín, en la provincia de Catamarca, en las márgenes del río Gaiyischi en donde se han encontrado gran cantidad de cementerios de esta misma cultura.

Comprendió el período entre el siglo I y V DC y pertenece al Período Formativo inferior (600 AC - 700 AD). 

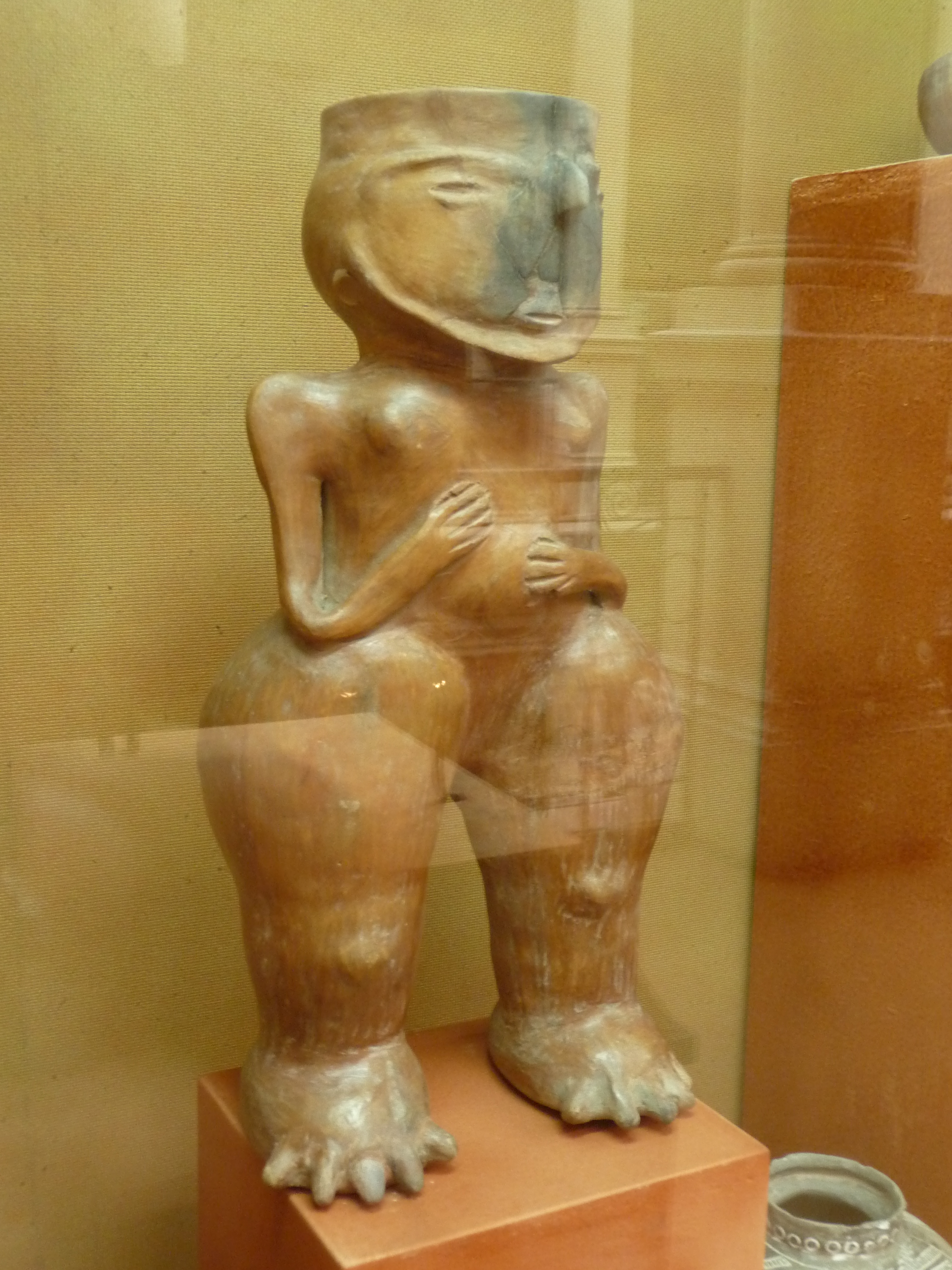
Pieza de la cultura de La Ciénaga exhibida en el Museo de La Plata.

Se desarrolló a partir de la Cultura La Candelaria con influencias culturales de la cuenca del río San Francisco y del sur boliviano. Se la considera un antecedente de la Cultura de la Aguada.

## Cronología
La Cultura de la Ciénaga pertenece al Período Formativo coextiendo un tiempo con la cultura Condorhuasi en el Valle de Hualfín (Catamarca). Esta etapa se caracterizó muy a grandes rasgos por un aumento demográfico lo que conllevó a que los grupos de esta zona tuvieran una gran movilidad: cada aldea crecía hasta su máxima capacidad generando que se desprendieran algunos grupos familiares para instalarse en otra zona.
Siguiendo una secuencia histórica, podemos decir que la Cultura Ciénaga se encuentra dentro de la Etapa agroalfarera del Valle de Hualfín. Utilizando la columna cronológica de dicho valle y teniendo en cuenta los aspectos culturales de cada una, Ciénaga se divide en tres etapas:
1. Ciénaga I (70 AC - 280 +- 70 AD): Cerámica con inciso simple y pintadas, con piezas de color negro-gris cosidas en atmósfera oxidante y reductora.
2. Ciénaga II (350 - 450 AD): como característica principal se encuentran los cementerios de párvulos y la decoración puntiforme en la cerámica.
3. Ciénaga III (450 - 650 AD): etapa de transición en donde se ven presentes elementos culturales Ciénaga y Aguada.

## Alfarería
La Cultura Ciénaga fue una cultura agroalfarera en donde su cerámica era de gran calidad, destacando en general las cerámicas de color gris negruzco y decorada por medio de incisiones.
La forma de estas piezas es abombada, cilíndrica o bicónica, en donde los motivos son geométricos o figurativos. Hay también algunas de cocción oxidante, pintadas con tinta de color morado sobre la pasta naranja, y excepcionalmente algunas de color negro sobre blanco.
También hay motivos naturalistas, zoomorfos o antropomorfos, donde los animales representados se pueden interpretar como vizcachas, monos y camélidos. También fueron confeccionadas grandes pipas para fumar hojas de algunas plantas del género nicotiana. Estas pipas están decoradas por lo general con motivos similares a los de la alfarería incisa. Existen otras de hornillo cónico y tubo muy corto vertical que se denominan "incensarios"; están decoradas con caras antropomorfas de aspecto fantástico. Figuras de simios fumando en algunos petroglifos hacen pensar que este hábito se relaciona con fines rituales

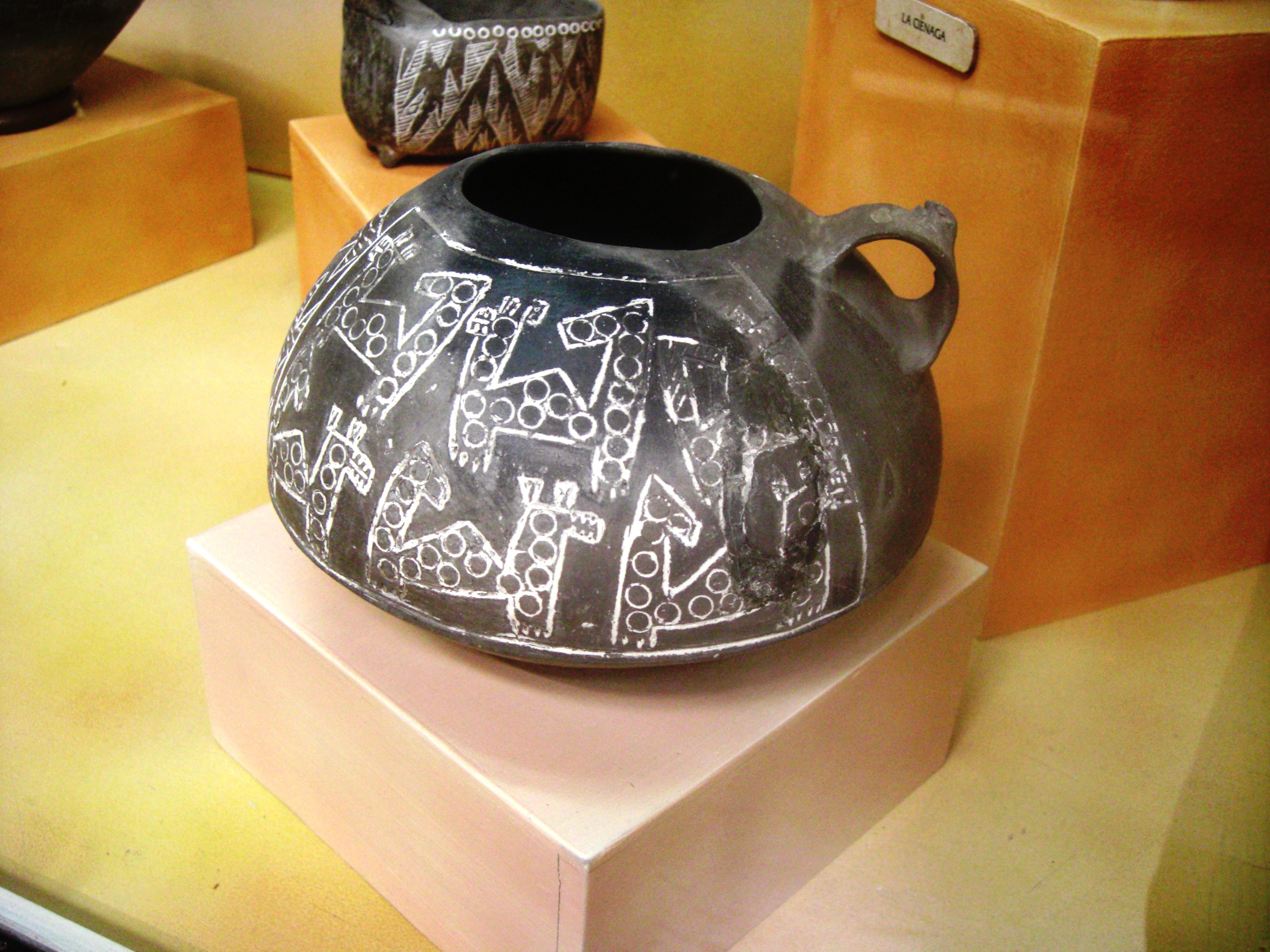
Detalle de la vitrina dedicada a la cultura La Ciénaga. Museo de la Plata. Argentina

En las últimas fases comienzan a usarse formas abiertas como los pucos o fuentes, que tienen una decoración muy particular consistente en líneas formadas por pequeños círculos impresos en el borde. En cuanto a las piezas decoradas, las de mayor tamaño son las urnas usadas para el entierro de párvulos, algunas tienen formas de grandes pucos.
Se divide en 3 grupos según el estilo cerámico:
1. Rojo sobre ante: los tiestos cerámicos se caracterizaban por tener paredes delgadas con color de superficie ante, decorada con líneas rojas combinadas en dibujos geométricos.
2. Tiestos cerámicos con superficie color crema o blanquecina con dibujos geométricos o figuras zoomorfas negras.
3. Tiestos cerámicos con pasta y superficie negra, decorada con motivos geométricos en incisos y grabados.

## Metalurgia
La cultura Ciénaga contó con hábiles metalúrgicos que fundieron hachas en forma de "T" de hoja muy delgada y otras que sólo sirvieron como insignias. En algún momento de esta cultura debió introducirse el bronce, lo que sin duda significó un notable adelanto técnico-cultural. Se han encontrado adornos en oro martillado como pendientes, narigueras y figuras ornitomorfas semejantes a una palomita con las alas extendidas. Muy frecuentes son pinzas destinadas a la depilación facial.

## Arquitectura
Su arquitectura se caracteriza por el uso de la piedra tanto para sus habitaciones como para las estructuras destinadas a la siembra, aunque también utilizaban elementos perecederos. Las viviendas eran construcciones de plantas circular u oval de 4 x 5 metros, agrupadas en núcleos de a tres a seis en medio de grandes recintos de siembra. Estos sitios habitacionales son denominados casas-pozo.
Realizaron obras agrícolas de importancia donde aparecen terrazas y canalizaciones hídricas, que hacen suponer la existencia de trabajos comunitarios y cierta diferenciación social.

## Economía
Su economía agrícola, sustentada por la irrigación artificial, estuvo basada en la agricultura del maíz y zapallo, así como el pastoreo de camélidos. Además, mantuvieron un amplio comercio e intercambio que llegó hasta la puna meridional y San Pedro de Atacama al norte de chile.